# Aquarela do Brasil
Aquarela do Brasil es una de las más populares canciones brasileñas de todos los tiempos. Fue escrita por el compositor mineiro Ary Barroso en 1939. Es considerada como un himno dentro de las canciones más representativas de la música del Brasil.

## Información
La canción recibió el título de Aquarela do Brasil ya que fue escrita en una noche de intensa lluvia, que impidió que Ary Barroso pudiera salir de su casa. Aquella misma noche también compuso «Tres Lágrimas».
Se presentó por el barítono Cândido Botelho en el musical "Joujoux e balangandans", espectáculo de beneficencia patrocinado por Darcy Vargas, quien era entonces la primera dama de Brasil. La canción fue grabada originalmente por Francisco Alves, con arreglos y acompañamiento de Radamés Gnattali y su orquesta, y lanzada por el sello discográfico Odeon Records en aquel mismo año. También fue grabada por Aracy Cortes y, a pesar de la popularidad de la cantante, dicha canción no fue un éxito ya que no se adecuaba a su voz.
El éxito que hoy tiene Aquarela do Brasil tardó en darse. En 1940, no consiguió colocarse entre los tres primeros lugares del concurso de sambas carnavalescas, cuyo jurado estaba presidido por Héctor Villa-Lobos, con quien Barroso cortó relaciones, las que posteriormente fueron retomadas quince años después, cuando ambos recibieron la Comenda Nacional do Mérito. El éxito se dio después de que la canción fuera incluida en el film de animación "Saludos Amigos", lanzado en 1942 por los Estudios Disney. A partir de entonces la canción cobró brillo, no sólo nacionalmente, sino también internacionalmente, pasando a ser la primera canción brasileña con más de un millón de reproducciones en las emisoras de radio estadounidenses.
Debido a la enorme popularidad que la canción consiguió en los Estados Unidos, el compositor Bob Russell, le hizo una letra en inglés, para Frank Sinatra en 1957. Desde entonces, ha sido cantada por intérpretes de todas partes del mundo.
Durante la dictadura militar en Brasil, Elis Regina interpretó la que quizá sea la versión más sombría de esta canción, acompañada por un coro que reproducía los cantos de los pueblos indígenas de Brasil.
En el año 2007, la cantante y compositora Daniela Mercury fue elegida para interpretar dicha canción, al final de la ceremonia de apertura de los Juegos Panamericanos de 2007, en la ciudad de Río de Janeiro.

## Críticas
La canción marcó el inicio de un movimiento que resultaría conocido como samba-exaltación debido a exaltar las cualidades y la grandiosidad de Brasil. Este movimiento, al ser de naturaleza extremadamente arrogante, fue visto por varios ciudadanos como favorable a la dictadura de Getúlio Vargas, lo que generó críticas a Barroso y a su obra. Sin embargo, la familia del compositor niega que él haya sido partidario de la política de Vargas, destacando el hecho de que también escribió «Salada Mista», que fue grabada en octubre de 1938 por Carmen Miranda, siendo esta una canción contraria al nazismo del que Vargas era simpatizante. Cabe acotar también que antes de su lanzamiento, el Departamento de Prensa y Propaganda vetó los versos "terra de samba e pandeiro", aduciendo que se daba a entender que eran "despectivos para Brasil". Barroso tuvo que presentarse ante las autoridades del Departamento de Prensa y Propaganda para convencer a los censores, logrando la preservación de dichos versos.
Otra crítica realizada a la obra de Barroso, durante esa época, fue que se decía que utilizaba términos poco usuales en el lenguaje cotidiano, tales como "inzoneiro" (intrigoso), "merencória" (melancolía) e "trigueiro" (moreno), y que abusaba de la redundancia en los versos "meu Brasil brasileiro" (mi Brasil brasileño) e "esse coqueiro que dá coco" (ese cocotero que da cocos). El autor se defendió aduciendo que dichas expresiones eran licencias poéticas, indisolubles de la composición. Un dato curioso es que en la grabación original, Francisco Alves canta "mulato risoneiro" en lugar de "mulato inzoneiro" ya que no comprendió la caligrafía ininteligible de Barroso.

## Grabaciones famosas
- 1957: Frank Sinatra en Come Fly with Me.
- 1958: Bing Crosby en Fancy Meeting You Here.
- 1960: Ray Conniff en Say It with Music (A Touch of Latin).
- 1963: Paul Anka en Our Man Around the World.
- 1970: Denisse de Kalafe en DeKalafe.
- 1970: Antonio Carlos Jobim en Stone Flower.
- 1970: Erasmo Carlos en Erasmo Carlos & Os Tremendões.
- 1975: Elis Regina en A Arte de Elis Regina.
- 1976: Chet Atkins en Guitar Monsters.
- 1976: João Gilberto en Brasil.
- 1978: Two Man Sound en "Disco Samba"
- 1980: Gal Costa en Aquarela do Brasil.
- 1980: Simone en Ao Vivo.
- 1987: Ney Matogrosso en Pescador de Pérolas.
- 1988: Emílio Santiago en Aquarela Brasileira Vol. 1
- 1990: Harry Belafonte en Around the World with the Entertainers.
- 1994: Plácido Domingo en De mi alma latina.
- 1995: Dionne Warwick en Aquarela do Brazil.
- 1997: Pink Martini en Sympathique.
- 1998: Vengaboys en To Brazil.
- 2000: Daniel Barenboim en Brazilian Raphsody.
- 2004: Martinho da Vila en Apresenta Mané do Cavaco.
- 2005: Arcade Fire en Rebellion (Lies) (Lado B).
- 2005: Daniela Mercury en Balé Mulato.